# Israelisches Modell
Als Israelisches Modell, israelische Lösung oder Rotationsregierung (englisch rotation government, hebräisch מֶמְשֶׁלֶת חִלּוּפִיםחילופים memschelet chillūfīm, deutsch ‚Austausch-Regierung‘, Plene: … חילופים) wird eine Regierungskoalition bezeichnet, bei der die Koalitionsvereinbarungen einen Wechsel bzw. die Rotation des Regierungschefs und eventuell auch weiterer Ministerposten während der Legislaturperiode vorsehen. Der Begriff entstand durch die erste Anwendung dieses Prinzips bei der israelischen Regierung von 1984 bis 1988.

## Argumente
In Fällen einer Großen Koalition, wenn die Stärke der Parteien ähnlich ist, ist das Israelische Modell für die (ein wenig) kleinere Partei die bessere Alternative, als einen Regierungschef der anderen Partei zu akzeptieren. Dementgegen steht der Anspruch der stärkeren Partei, den Regierungschef alleine zu stellen. 
Die Partei, die den Regierungschef in der zweiten Hälfte stellt, hat den Vorteil, dass sie mit dem Amtsbonus in die neue Wahlperiode ziehen kann. Allerdings besteht für sie das Risiko, dass die Partei, die zuerst den Regierungschef stellt, die Koalition vor der Amtsübergabe beendet und ihrerseits mit Amtsbonus in vorgezogene Neuwahlen zieht.

## Beispiele

### Israel
Nach der Parlamentswahl in Israel 1984 wurde eine Regierung gebildet, bei der zunächst die Arbeitspartei Avoda mit Schimʿon Peres den Premierminister stellte. 1986 übernahm dann Jitzchak Schamir vom Likud-Block dieses Amt. Dabei war immer der jeweils andere stellvertretender Premierminister und Außenminister. In Israel wurde der Koalitionsvertrag gehalten und die Wahlperiode zu Ende gebracht. Bei der darauffolgenden Parlamentswahl 1988 verloren jedoch beide Parteien. Der Likud-Block stellte nur noch 40 Sitze (nach 41), die Arbeitspartei 39 (nach 44). Schamir konnte die nächste Regierung (ebenfalls als große Koalition) bilden.
Nach der Parlamentswahl in Israel 2020 einigten sich Benny Gantz (Kachol Lavan) und Benjamin Netanjahu (Likud) auf eine große Koalition zwischen ihren Parteien, in der eine Rotation im Amt des Premierministers vorgesehen war. Netanjahu sollte zunächst eineinhalb Jahre lang das Amt bekleiden, bevor dann Gantz ihn ablösen sollte. Aufgrund der vorgezogenen Neuwahl 2021 wurde die Rotation allerdings nicht umgesetzt. Nach der Wahl wurde zwischen Naftali Bennett (HaJamin HeChadasch) und Jaʾir Lapid (Jesch Atid) erneut eine Rotationsregierung vereinbart. Die Regierung verlor jedoch nach einem Jahr ihre Mehrheit, woraufhin die vorgezogene Neuwahl 2022 angesetzt wurde. Bennett übergab für die Zeit bis zur Neuwahl das Amt des Ministerpräsidenten an Lapid.

### Türkei
Bei der Parlamentswahl in der Türkei 1995 wurde die islamistische Refah Partisi stärkste Kraft. Da jedoch diese von der Koalitionsbildung ausgeschlossen wurde, bildeten die zwar programmatisch ähnlichen aber traditionellen Rivalen Anavatan Partisi und Doğru Yol Partisi mit dem Kabinett Yılmaz II eine Rotationsregierung. Der Wechsel fand jedoch nicht statt, weil die Koalition aufgekündigt wurde, bevor die Rotation stattfinden konnte. Ähnlich war auch die Nachfolgeregierung zwischen den Islamisten und DYP gedacht, aber das Militär intervenierte gegen die RP-geführte Regierung.

### Irland
Nach der Parlamentswahl in Irland 2020 einigten sich Micheál Martin (Fianna Fáil) und Leo Varadkar (Fine Gael) auf eine Koalition zwischen ihren Parteien und den Grünen mit einer Rotation im Amt des Taoiseach. Martin bekleidete zunächst zweieinhalb Jahre lang das Amt in der Regierung Martin I und wurde dann von Varadkar in der Regierung Varadkar II abgelöst.

### Nordmazedonien
Nach der Parlamentswahl in Nordmazedonien 2020 einigten sich Zoran Zaev (SDSM) und die Bashkimi Demokratik për Integrim auf eine Koalition zwischen ihren Parteien, in der eine Rotation im Amt des Ministerpräsidenten vereinbart würde: Zaev hatte das Amt für den Großteil der Legislaturperiode inne, ehe hundert Tagen vor der Wahl 2024 der ethnische Albaner Talat Xhaferi das Amt übernahm.

### Rumänien
Nach der Parlamentswahl in Rumänien 2020 wurde zunächst von den Parteien PNL, USR und UDMR eine Mitte-rechts-Regierung gebildet. Nach dem Ausscheiden der USR aus der Regierung und einem erfolgreichen Misstrauensvotum gegen Ministerpräsident Florin Cîțu, wurde am 25. November 2021 eine Große Koalition zwischen der PNL, PSD und UDMR gebildet. Für die verbleibenden drei Jahre der Legislatur übernahm das Amt des Ministerpräsidenten zunächst Nicolae Ciucă (PNL), der nach der Hälfte der drei Jahre von einem PSD-Kandidaten abgelöst werden sollte. Dies geschah wie vereinbart, als Marcel Ciolacu (PSD) am 15. Juni 2023 Ministerpräsident wurde, wobei im Kabinett Ciolacu I die UDMR nicht mehr berücksichtigt wurde.
Bei der Bildung des Kabinetts Bolojan im Juni 2025 wurde im Koalitionsvertrag von PNL, PSD, USR und UDMR eine Amtszeitbegrenzung des PNL-Ministerpräsidenten Ilie Bolojan bis April 2027 mit einer anschließenden Ämterrochade an einen Sozialdemokraten vereinbart.

### Bulgarien
Nach der Parlamentswahl in Bulgarien 2023, die die fünfte Wahl innerhalb von zwei Jahren war, einigten sich die beiden größten Blöcke GERB-SDS und PP-DB auf eine 18-monatige Regierung mit einem Rotation im Amt des Premierministers nach neun Monaten. Nikolaj Denkow trat am 6. Juni 2023 sein Amt an. Aufgrund von Streits über Personalien und Reformen scheiterte der Wechsel und die Koalition wurde beendet. Stattdessen wurden am 9. April 2024 die Übergangs-Regierung Glawtschew I eingesetzt und Neuwahlen am 9. Juni 2024 angesetzt.

## Vorschläge
Nach der Bundestagswahl 2005 in Deutschland wurde diese Art der Regierungsaufteilung zwischen SPD und CDU/CSU als eine Möglichkeit der großen Koalition angesehen. Dabei wäre zunächst Gerhard Schröder für weitere zwei Jahre im Amt des Bundeskanzlers geblieben und wäre dann von Angela Merkel abgelöst worden. Nach eigener Aussage lehnte die Union dieses Modell jedoch ab.